# Bandera de Elanchove
La Bandera de Elanchove (Elantxobeko Traineru Estropada en euskera) es el premio de una competición anual de remo, de la especialidad de traineras, que tiene lugar en Elanchove (Vizcaya) desde el año 1988, organizada por el Club de Remo Elanchove siendo puntuable para la Liga ARC.

## Historia
Las regatas se disputan en Elanchove desde la temporada 1988. Desde la temporada 2007 está incluida en el calendario de pruebas de la Liga ARC; categoría en la que boga la trainera del Club de Remo Elanchove, organizador de la prueba, ya que la Liga ARC exige a los clubes que participan en dicha competición la organización de al menos una regata.
La edición del año 2020 fue cancelada por la pandemia de COVID-19.
La boya de salida y meta se situó frente al puerto de Elanchove con las calles dispuestas en paralelo en sentido sudeste, en paralelo a la línea de la costa. Las pruebas se realizan por el sistema de tandas por calles, a cuatro largos y tres ciabogas con un recorrido de 3 millas náuticas que equivalen a 5556 metros.

## Historial
| Edición | Año  | Ganador             | Segundo                | Tercero             |
| ------- | ---- | ------------------- | ---------------------- | ------------------- |
| I       | 1988 | Zumaya              | Ciérvana               | Bermeo              |
| II      | 1989 | Zumaya              | San Juan               | Arkote              |
| III     | 1990 | Ciérvana            | Yola (San Juan B)      | Arkote              |
| IV      | 1991 | Yola (San Juan B)   | Kalparra (San Pedro B) | Ciérvana            |
| V       | 1992 | Remeros de San Juan | Zumaya                 | Ciérvana            |
| VI      | 1993 | Remeros de San Juan | San Juan               | Ciérvana            |
| VII     | 1994 | Ondárroa            | Orio                   | Zumaya              |
| VIII    | 1995 | Remeros de San Juan | Ondárroa               | Raspas              |
| IX      | 1996 | San Pedro           | Ondárroa               | Raspas              |
| X       | 1997 | Remeros de San Juan | Raspas                 | Arkote              |
| XI      | 1998 | Orio                | Elanchove              | Castro-Urdiales     |
| XII     | 1999 | Kaiku               | Urdaibai               | Ciudad de Santander |
| XIII    | 2000 | Isuntza             | Urdaibai               | Ondárroa            |
| XIV     | 2001 | Urdaibai            | Isuntza                | Ciudad de Santander |
| XV      | 2002 | Urdaibai            | Pedreña                | Ciudad de Santander |
| XVI     | 2003 | Orio                | Ciudad de Santander    | Elanchove-Arkote    |
| XVII    | 2004 | Urdaibai            | Zumaya                 | Ciérvana            |
| XVIII   | 2005 | Orio                | Zumaya                 | Urdaibai            |
| XIX     | 2006 | Orio                | Urdaibai               | Zumaya              |
| XX      | 2007 | Busturialdea        | Castro-Urdiales        | Portugalete         |
| XXI     | 2008 | Kaiku               | Isuntza                | Camargo             |
| XXII    | 2009 | Astillero           | San Juan               | Isuntza             |
| XXIII   | 2010 | Camargo             | Isuntza                | Ciérvana            |
| XXIV    | 2011 | Ondárroa            | Colindres              | Getaria             |
| XXV     | 2012 | Orio                | Busturialdea-Elanchove | Santurtzi           |
| XXVI    | 2013 | Ciérvana            | Isuntza                | Trintxerpe          |
| XXVII   | 2014 | Zumaya              | Getaria                | Isuntza             |
| XXVIII  | 2015 | Zumaya              | Ondárroa               | Getaria             |
| XXIX    | 2016 | Oiartzun            | Hibaika                | Guecho              |
| XXX     | 2017 | San Juan B          | Hibaika                | Lapurdi             |
| XXXI    | 2018 | Guecho              | Camargo                | Santoña             |
| XXXII   | 2019 | Orio B              | Guecho                 | Castreña            |
|         | 2020 | no disputada        | no disputada           | no disputada        |
| XXXIII  | 2021 | Busturialdea        | Motrico                | Portugalete         |
| XXXIV   | 2022 | Zarauz              | San Pedro              | Zumaya              |
| XXXV    | 2023 | Lapurdi             | San Pedro              | Arkote              |
| XXXV    | 2023 | Astillero           | Donostiarra B          | Castreña            |

### Palmarés
| Victorias | Club         | Años                               |
| --------- | ------------ | ---------------------------------- |
| 6         | San Juan     | 1991, 1992, 1993, 1995, 1997, 2017 |
| 6         | Orio         | 1998, 2003, 2005, 2006, 2012, 2019 |
| 4         | Zumaya       | 1988, 1989, 2014, 2015             |
| 3         | Urdaibai     | 2001, 2002, 2004                   |
| 2         | Ciérvana     | 1990, 2013                         |
| 2         | Ondárroa     | 1994, 2011                         |
| 2         | Kaiku        | 1999, 2008                         |
| 2         | Busturialdea | 2007, 2021                         |
| 2         | Astillero    | 2009, 2024                         |
| 1         | San Pedro    | 1996                               |
| 1         | Isuntza      | 2000                               |
| 1         | Camargo      | 2010                               |
| 1         | Oiartzun     | 2016                               |
| 1         | Guecho       | 2018                               |
| 1         | Zarauz       | 2022                               |
| 1         | Lapurdi      | 2023                               |